# Daniel Serra
Pour les articles homonymes, voir Serra.
Daniel Serra, né le 24 mars 1984 à São Paulo au Brésil, est un pilote automobile brésilien. Il est le fils du pilote automobile Francisco « Chico » Serra. Il a remporté le championnat Stock Car Brasil en 2017 et 2018 ainsi que les 24 Heures du Mans, dans la catégorie LMGTE Pro, en 2017 et en 2019.

## Carrière
En 2014, Daniel Serra a rejoint l'écurie Scuderia Corsa afin de participer au 24 Heures de Daytona au volant d'une Ferrari 458 Italia GT3 dans la catégorie GTD. Pour cette première participation, il réussit le second temps des qualifications et permet ainsi à l'écurie Scuderia Corsa de s'adjuger la première ligne en qualifications pour la catégorie GTD. Il finit la course en 29e position au classement général et en 10e place dans la catégorie GTD.
En 2015, toujours avec l'écurie Scuderia Corsa, Daniel Serra participe de nouveau aux 24 Heures de Daytona,. La voiture est contrainte à l'abandon après 545 tours de course. On le revoit dans cette écurie pour la dernière manche de la saison, le Petit Le Mans. Il finit la course, sous des conditions météorologiques très difficiles, en 22e position au classement général et en 6e place dans la catégorie GTD. Il fait également une apparition aux essais officiels du championnat European Le Mans Series au circuit Paul Ricard avec l'écurie Scuderia Villorba Corse sans que cette écurie soit inscrite au championnat.
En 2016, toujours avec l'écurie Scuderia Corsa, Daniel Serra s'engage pour un programme complet dans le championnat WeatherTech SportsCar Championship au volant d'une Ferrari 488 GTE dans la catégorie GTLM.

## Palmarès

### 24 Heures du Mans
| Année | Écurie              | Copilotes                          | Voiture                  | Classe    | Tours | Pos. | Class Pos. |
| ----- | ------------------- | ---------------------------------- | ------------------------ | --------- | ----- | ---- | ---------- |
| 2017  | Aston Martin Racing | Darren Turner Jonathan Adam        | Aston Martin Vantage GTE | LMGTE Pro | 340   | 17e  | 1re        |
| 2018  | AF Corse            | Alessandro Pier Guidi James Calado | Ferrari 488 GTE Evo      | LMGTE Pro | 339   | 22e  | 7e         |
| 2019  | AF Corse            | Alessandro Pier Guidi James Calado | Ferrari 488 GTE Evo      | LMGTE Pro | 342   | 20e  | 1re        |

### Championnat du monde d'endurance FIA
| Année     | Écurie              | Voiture                  | Moteur                        | Classe    | 1     | 2     | 3     | 4     | 5        | 6     | 7   | 8     | 9   | Position | Points |
| --------- | ------------------- | ------------------------ | ----------------------------- | --------- | ----- | ----- | ----- | ----- | -------- | ----- | --- | ----- | --- | -------- | ------ |
| 2017      | Aston Martin Racing | Aston Martin Vantage GTE | Aston Martin 4,5 L V8 Atmo    | LMGTE Pro | SIL 7 | SPA 7 | LMS 1 | NÜR 7 | MEX Abd. | CDA 5 | FUJ | SHA   | BHR | 9e       | 79     |
| 2018-2019 | AF Corse            | Ferrari 488 GTE Evo      | Ferrari F154CB 3,9 L V8 Turbo | LMGTE Pro | SPA   | LMS 4 | SIL   | FUJ   | SHA      | SEB 4 | SPA | LMS 1 |     | 6e       | 71     |